# Vorderröhrenhof
Vorderröhrenhof ist ein Gemeindeteil der Stadt Bad Berneck im Fichtelgebirge im Landkreis Bayreuth (Oberfranken, Bayern). Vorderröhrenhof liegt in der Gemarkung Escherlich.

## Geografie
Das Dorf liegt am rechten Ufer des Weißen Mains am Rande des Fichtelgebirges. Die Bundesstraße 303 führt entlang des Weißen Mains nach Bad Berneck (3 km nordwestlich) bzw. an Hinterröhrenhof vorbei nach Glasermühle (6 km nordöstlich).

## Geschichte
Vorderröhrenhof gehörte im 18. Jahrhundert zur Realgemeinde Röhrenhof.
Von 1797 bis 1810 unterstand Vorderröhrenhof dem Justiz- und Kammeramt Gefrees. Infolge des Ersten Gemeindeedikts wurde Vorderröhrenhof dem 1812 gebildeten Steuerdistrikt Berneck und der zugleich gebildeten Ruralgemeinde Röhrenhof zugewiesen. Mit dem Zweiten Gemeindeedikt (1818) wurde diese Teil der Ruralgemeinde Escherlich. Im Zuge der Gebietsreform in Bayern wurde Vorderröhrenhof am 1. Mai 1978 in Bad Berneck im Fichtelgebirge eingegliedert.

### Einwohnerentwicklung
| Jahr      | 001818 | 001819 | 001861 | 001871 | 001885 | 001900 | 001925 | 001950 | 001961 | 001970 | 001987 |
| Einwohner | *42    | *81    | 36     | 79     | 65     | 58     | 55     | 64     | 63     | 67     | 80     |
| Häuser    | *6     |        |        |        | 8      | 7      | 9      | 8      | 14     |        | 15     |
| Quelle    | [ 6 ]  | [ 9 ]  | [ 10 ] | [ 11 ] | [ 12 ] | [ 13 ] | [ 14 ] | [ 15 ] | [ 16 ] | [ 17 ] | [ 1 ]  |

## Religion
Vorderröhrenhof ist evangelisch-lutherisch geprägt und nach St. Erhard (Goldkronach) gepfarrt.